# مجلس نواب وايومنغ
مجلس نواب وايومنغ (بالإنجليزية: Wyoming House of Representatives)‏ هو مجلس النواب التشريعي لولاية وايومنغ الأمريكية، يقع المقر الرئيسي له في شايان، وايومنغ، وهو المجلس الأدنى في Wyoming Legislature ‏.

## طالع أيضًا
- Wyoming Legislature [الإنجليزية]‏